# 郭凯 (羽毛球运动员)
郭凯（1994年5月20日—），浙江人，中国男子羽毛球运动员。

## 簡歷
2015年11月，郭凯出戰巴西羽毛球大獎賽，打進男子單打準決賽。

## 主要比賽成績
只列出曾進入準決賽的國際賽事成績：
| 年份   | 賽事                   | 公開賽級別 | 項目     | 成績   |
| ------ | ---------------------- | ---------- | -------- | ------ |
| 2011年 | 亞洲青年羽毛球錦標賽   | 其他       | 混合團體 | 冠軍   |
| 2012年 | 亞洲青年羽毛球錦標賽   | 其他       | 混合團體 | 亞軍   |
| 2012年 | 世界青年羽毛球錦標賽   | 其他       | 混合團體 | 冠軍   |
| 2015年 | 巴西羽毛球大獎賽       | 大獎賽     | 男子單打 | 準決賽 |
| 2016年 | 世界大學生羽毛球錦標賽 | 其他       | 混合團體 | 亞軍   |
| 2016年 | 世界大學生羽毛球錦標賽 | 其他       | 男子單打 | 季軍   |

| 2007-2017年 | 首要超級賽 | 超級賽 | 黃金大獎賽 | 大獎賽 | 國際挑戰賽 | 國際系列賽 | 未來系列賽 | 其他 |

| 2018-2026年 | 總決賽 | 超級1000賽 | 超級750賽 | 超級500賽 | 超級300賽 | 超級100賽 | 國際挑戰賽 | 國際系列賽 | 未來系列賽 | 其他 |